# Enrico Borwin III
Enrico Borwin III (1220 circa – 1º agosto 1278) è stato un principe del Meclemburgo signore di Rostock.
Enrico Borwin III era il terzo figlio maschio di Enrico Borwin II, signore di Meclemburgo. Alla morte del padre lui e i suoi fratelli gestirono congiuntamente il Meclemburgo per un primo periodo di tempo poi, intorno al 1230, procedettero alla spartizione del territorio. Da questa operazione, nota come prima partizione del Meclemburgo, Enrico Borwin III ricevette la Signoria di Rostock.
Al momento della spartizione Enrico era ancora giovane per cui la Signoria di Rostock fu retta dal fratello Nicola I di Werle fino al 1236.
Durante la signoria di Enrico III iniziarono i contrasti con le città di Rostock e Wismar. Questo in quanto le suddette città, che erano diventate parte della Lega anseatica stavano acquistando notevole autonomia dalla signoria in quanto tutte le decisioni che riguardavano la città venivano prese dal consiglio comunale, formato da una cerchia esclusiva di famiglie facoltose e ricchi mercanti.
Nel 1237 Enrico sposò Sophie, forse figlia di Erik X di Svezia, da cui ebbe quattro figli:
- Giovanni (†1266), co-reggente con il fratello dal 1262;
- Valdemaro, signore di Rostock;
- Enrico, morto in giovane età;
- Erico, morto in giovane età.

## Ascendenza
|                                  |                     |                            | Genitori                |  |  | Nonni |  |  | Bisnonni                  |  |  | Trisnonni |  |
|                                  |                     |                            |                         |  |  |       |  |  | Pribislavo di Meclemburgo |  |  | Niklot    |  |
|                                  |                     |                            |                         |  |  |       |  |  | Pribislavo di Meclemburgo |  |  | Niklot    |  |
|                                  |                     | …                          |                         |  |  |       |  |  | Pribislavo di Meclemburgo |  |  |           |  |
| Enrico Borwin I di Meclemburgo   |                     |                            |                         |  |  |       |  |  | Pribislavo di Meclemburgo |  |  |           |  |
|                                  |                     | …                          | …                       |  |  |       |  |  |                           |  |  |           |  |
|                                  |                     | …                          | …                       |  |  |       |  |  |                           |  |  |           |  |
|                                  |                     | …                          | …                       |  |  |       |  |  |                           |  |  |           |  |
| Enrico Borwin II di Meclemburgo  |                     | …                          |                         |  |  |       |  |  |                           |  |  |           |  |
|                                  |                     | …                          | …                       |  |  |       |  |  |                           |  |  |           |  |
|                                  |                     | …                          | …                       |  |  |       |  |  |                           |  |  |           |  |
|                                  |                     | …                          | …                       |  |  |       |  |  |                           |  |  |           |  |
| …                                |                     | …                          |                         |  |  |       |  |  |                           |  |  |           |  |
|                                  |                     | …                          | …                       |  |  |       |  |  |                           |  |  |           |  |
|                                  |                     | …                          | …                       |  |  |       |  |  |                           |  |  |           |  |
|                                  |                     | …                          | …                       |  |  |       |  |  |                           |  |  |           |  |
| Enrico Borwin III di Meclemburgo |                     | …                          |                         |  |  |       |  |  |                           |  |  |           |  |
|                                  | Carlo VII di Svezia | Sverker I di Svezia        |                         |  |  |       |  |  |                           |  |  |           |  |
|                                  | Carlo VII di Svezia | Sverker I di Svezia        |                         |  |  |       |  |  |                           |  |  |           |  |
|                                  | Carlo VII di Svezia | Ulvhild Håkonsdotter       |                         |  |  |       |  |  |                           |  |  |           |  |
| Sverker II di Svezia             | Carlo VII di Svezia |                            |                         |  |  |       |  |  |                           |  |  |           |  |
|                                  |                     | Kristina Stigsdotter Hvide | Stig Tokesen            |  |  |       |  |  |                           |  |  |           |  |
|                                  |                     | Kristina Stigsdotter Hvide | Stig Tokesen            |  |  |       |  |  |                           |  |  |           |  |
|                                  |                     | Kristina Stigsdotter Hvide | Margherita di Danimarca |  |  |       |  |  |                           |  |  |           |  |
| Kristina di Svezia               |                     | Kristina Stigsdotter Hvide |                         |  |  |       |  |  |                           |  |  |           |  |
|                                  |                     | …                          | …                       |  |  |       |  |  |                           |  |  |           |  |
|                                  |                     | …                          | …                       |  |  |       |  |  |                           |  |  |           |  |
|                                  |                     | …                          | …                       |  |  |       |  |  |                           |  |  |           |  |
| …                                |                     | …                          |                         |  |  |       |  |  |                           |  |  |           |  |
|                                  |                     | …                          | …                       |  |  |       |  |  |                           |  |  |           |  |
|                                  |                     | …                          | …                       |  |  |       |  |  |                           |  |  |           |  |
|                                  |                     | …                          | …                       |  |  |       |  |  |                           |  |  |           |  |
|                                  |                     | …                          |                         |  |  |       |  |  |                           |  |  |           |  |